# Kyllinga brunneoalba
Kyllinga brunneoalba är en halvgräsart som beskrevs av Kaare Arnstein Lye. Kyllinga brunneoalba ingår i släktet Kyllinga och familjen halvgräs. Inga underarter finns listade i Catalogue of Life.